# Gefion (Schiff, 1844)
Die Gefion war eine Segelfregatte, die ursprünglich unter dänischer Flagge fuhr. Im Jahr 1849 fiel sie, im Bundeskrieg gegen Dänemark, in schleswig-holsteinische Hände. Das Schiff kam 1850 in die Reichsflotte. Bei Auflösung dieser Flotte 1852 ersteigerte Preußen es für seine Marine.

## Geschichte
Am 6. Mai 1844 wurde die Fregatte in Dienst gestellt. Auf ihrer ersten Fahrt ab dem 23. Mai brachte sie Kronprinz Friedrich auf die Färöer, ging dann ins Mittelmeer und nach Marokko, um schließlich in Livorno Kunstwerke des verstorbenen Bildhauers Bertel Thorvaldsen an Bord zu nehmen. Am 16. November traf sie mit diesen wieder in Kopenhagen ein. 1846 besuchte sie, wieder mit dem Kronprinzen an Bord, Funchal auf Madeira und Cádiz in Spanien.
Mitte Mai 1848 wurde Gefion für den Schleswig-Holsteinischen Krieg ausgerüstet. Bis Ende Oktober 1848 blockierte sie mit anderen Schiffen die Elbmündung. Nach Ablauf des Waffenstillstandes gehörte sie 1849 zu dem dänischen Flottenverband (7 Schiffe mit zusammen 147 Geschützen), der die Strandbatterien (drei Batterien mit zusammen 16 Geschützen) bei Eckernförde niederkämpfen sollte.
Im Gefecht bei Eckernförde am 5. April 1849 gelang es durch den Beschuss der dortigen Küstenbatterien, die Besatzung der Fregatte zur Aufgabe zu zwingen. Das Schiff hatte gegen 7 Uhr den Angriff eröffnet, war allerdings aufgrund ungünstiger Windlage nur mit Schlepphilfe des Dampfers Geiser manövrierfähig. Gegen 8 Uhr wurden die Schlepptrossen durch Beschuss gekappt. Alle neuerlichen Schleppversuche misslangen aufgrund der Beschusslage. In Strandnähe notankernd konnte das Schiff wegen des ungünstigen Windes unter Beschuss die Bucht nicht wieder verlassen und ergab sich gegen 18 Uhr. Nach der Aufgabe der stark in Mitleidenschaft gezogenen Fregatte wurde das Schiff bis zur abschließenden Klärung der Eigentumsfrage zunächst unter damals neutrale preußische Flagge genommen, aber bereits in Eckernförde umbenannt und unter das Kommando von Kapitän zur See Johann Otto Donner gestellt. Da die Fregatte nicht in die Schleswig-Holsteinische Marine, sondern in die Reichsflotte eingegliedert wurde, trat auch Donner im April 1849 in deren Dienste über, gab aber bereits im Juni 1849 das Kommando ab. Am 12. September 1850 versuchten die Dänen das im Hafen von Eckernförde instandgesetzte Schiff zurückzuerobern. Als dies nicht gelang, wurde versucht, das Schiff durch Brand zu zerstören. Das Schiff wäre verloren gewesen, hätte die Besatzung dem Befehl des englischen Kapitäns gehorcht und das Schiff aufgegeben. Der Erste Offizier Georg Thaulow und der Zweite Offizier Hermann Neynaber verweigerten jedoch den Befehl zur Aufgabe des Schiffes und konnten das Schiff mit Unterstützung der gesamten Mannschaft retten.
Mitte Oktober 1850 wurde in einem Separatvertrag zwischen Frankreich und Dänemark festgelegt, dass das Schiff deutsches Eigentum bleiben sollte. Im November 1850 wurde es unter preußischer Flagge in die Nordsee überführt und dort am 30. November 1850 vor Helgoland unter dem Kommando des Lieutenants I. Klasse Reichardt in die Flotte des Deutschen Bundes aufgenommen und unter dem Namen Eckernförde wieder in Dienst gestellt. Die Offiziere Thaulow und Neynaber wurden wegen Gehorsamsverweigerung vor ein Kriegsgericht gestellt, aber glänzend freigesprochen.
1852 nach der Auflösung der Reichsflotte wurde das Schiff zusammen mit der Radfregatte Barbarossa von Preußen ersteigert und unter seinem alten Namen Gefion in Dienst gestellt. Ab 1870 lag die Gefion als Wohnschiff in Kiel. Sie wurde am 5. April 1880 aus der Liste der Kriegsschiffe gestrichen und am 5. Mai außer Dienst gestellt. Der Rumpf wurde als Kohlenhulk genutzt und im Sommer 1891 bei der Kaiserlichen Werft in Kiel abgewrackt. Die Galionsfigur der Gefion befindet sich heute im neuen Rathaus von Eckernförde; eine Nachbildung dient im Kurpark als Brunnenfigur des Gefion-Brunnens, an dem sich bis etwa 1980 die Original-Galionsfigur befand. Auch der Anker des Schiffes ist im Kurpark zu sehen.
Im Jahr 1928 war ein Modell des Schiffes im Deutschen Museum in München ausgestellt. Der unterste Teil des Modells soll aus einer Planke des früheren Schiffs gefertigt worden sein.

## Kommandanten
11. Mai 1852 bis 13. September 1854
- Korvettenkapitän Henrik Ludvig Sundevall

1. April 1858 bis 20. September 1859
- Kapitän zur See Johann Otto Donner

5. August 1862 bis 21. November 1863
- Korvettenkapitän Arthur von Bothwell: von August 1862 bis Oktober 1862
- Korvettenkapitän Gustav Klatt: von Oktober 1862 bis Mai 1863
- Leutnant zur See 1. Klasse Reinhold Werner: von Mai 1863 bis November 1863

Juni 1865 bis 30. November 1866
- Korvettenkapitän Reinhold Werner: von Juni 1865 bis März 1866
- Kapitän zur See Arthur von Bothwell: von März 1866 bis Juni 1866
- Kapitänleutnant Paul Grapow: von Juni 1866 bis September 1866 interimistisch
- Kapitän zur See Arthur von Bothwell: von September 1866 bis November 1866

12. Juni 1867 bis 14. September 1867
- Korvettenkapitän Anker Schau

1. April 1868 bis 25. Mai 1870
- Korvettenkapitän/Kapitän zur See Anker Schau: von April 1868 bis Februar 1870
- Kapitänleutnant Fritz von Lindequist: von Februar 1870 bis Mai 1870 in Vertretung

## Bilder

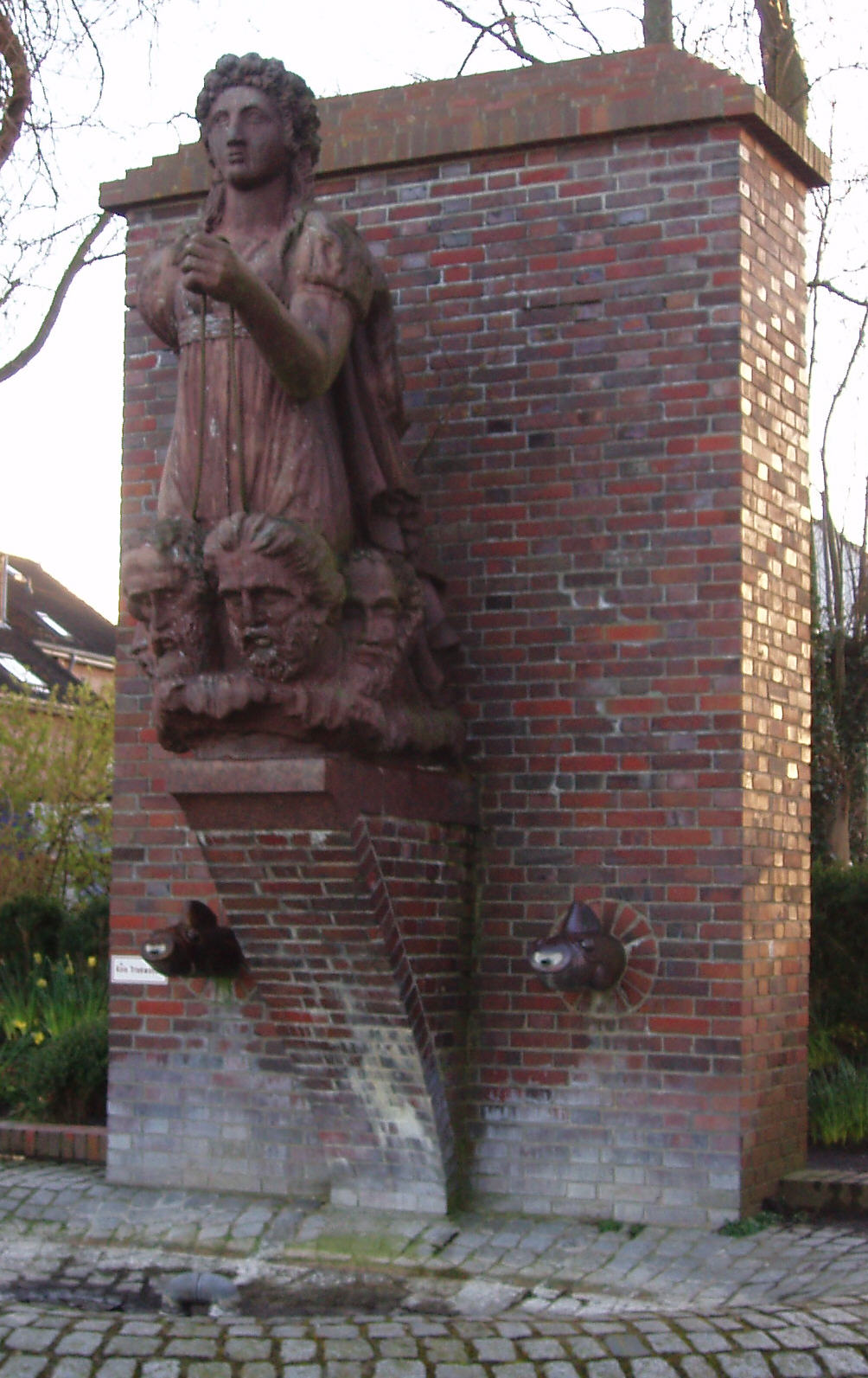
Die Nachbildung der Galionsfigur in Eckernförde
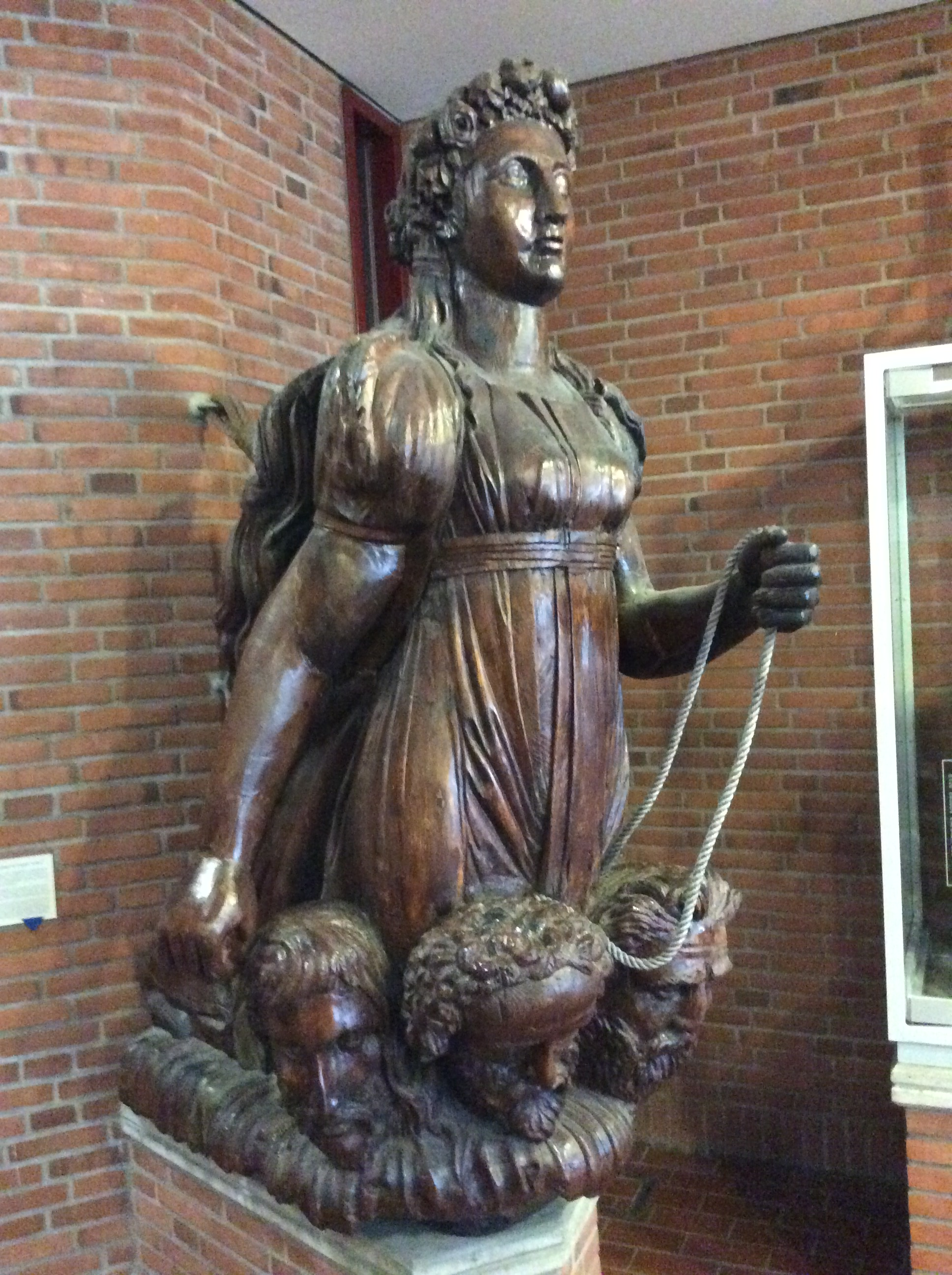
Das Original der Galionsfigur im Rathaus von Eckernförde
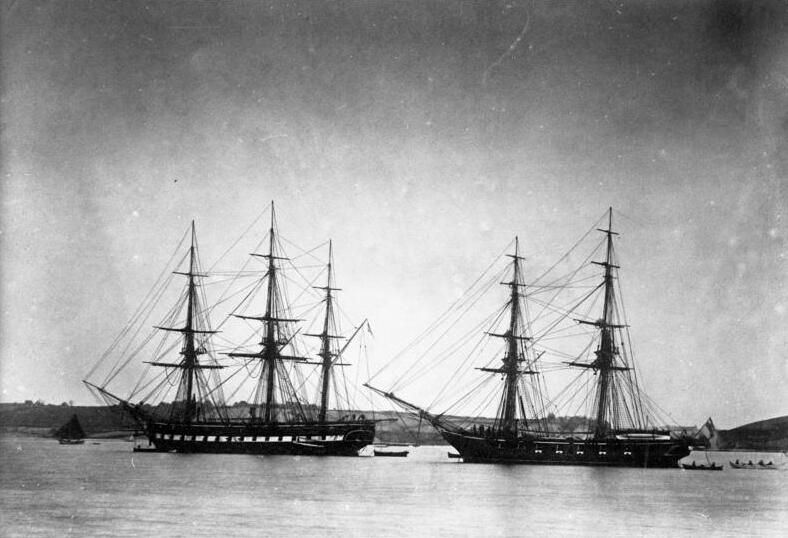
Gefion (links) und Rover um 1860
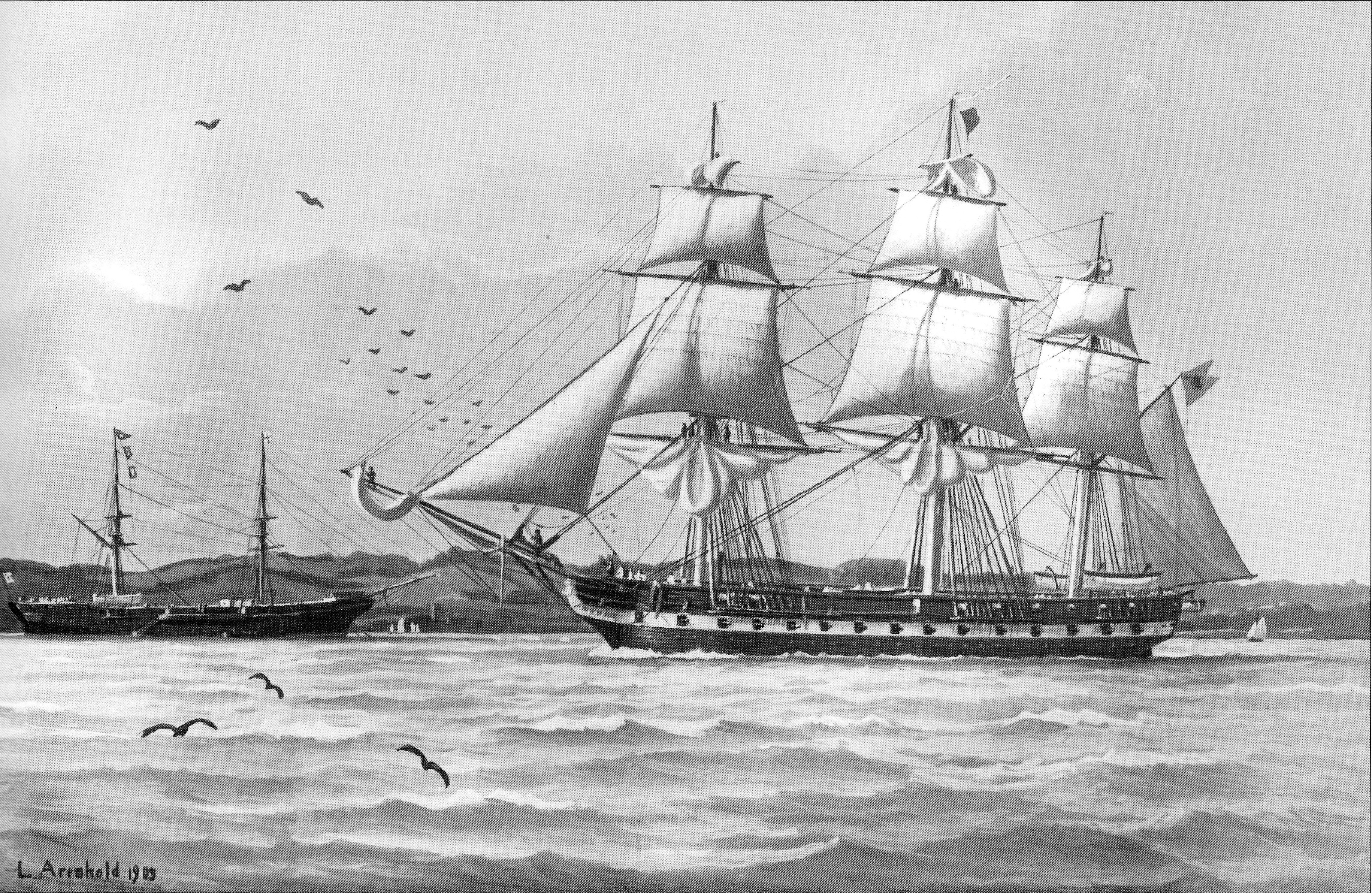
Raddampfer-Fregatte Barbarossa und Fregatte Gefion der preußischen Marine. Gemälde von Lüder Arenhold 1905.